# Феминаци

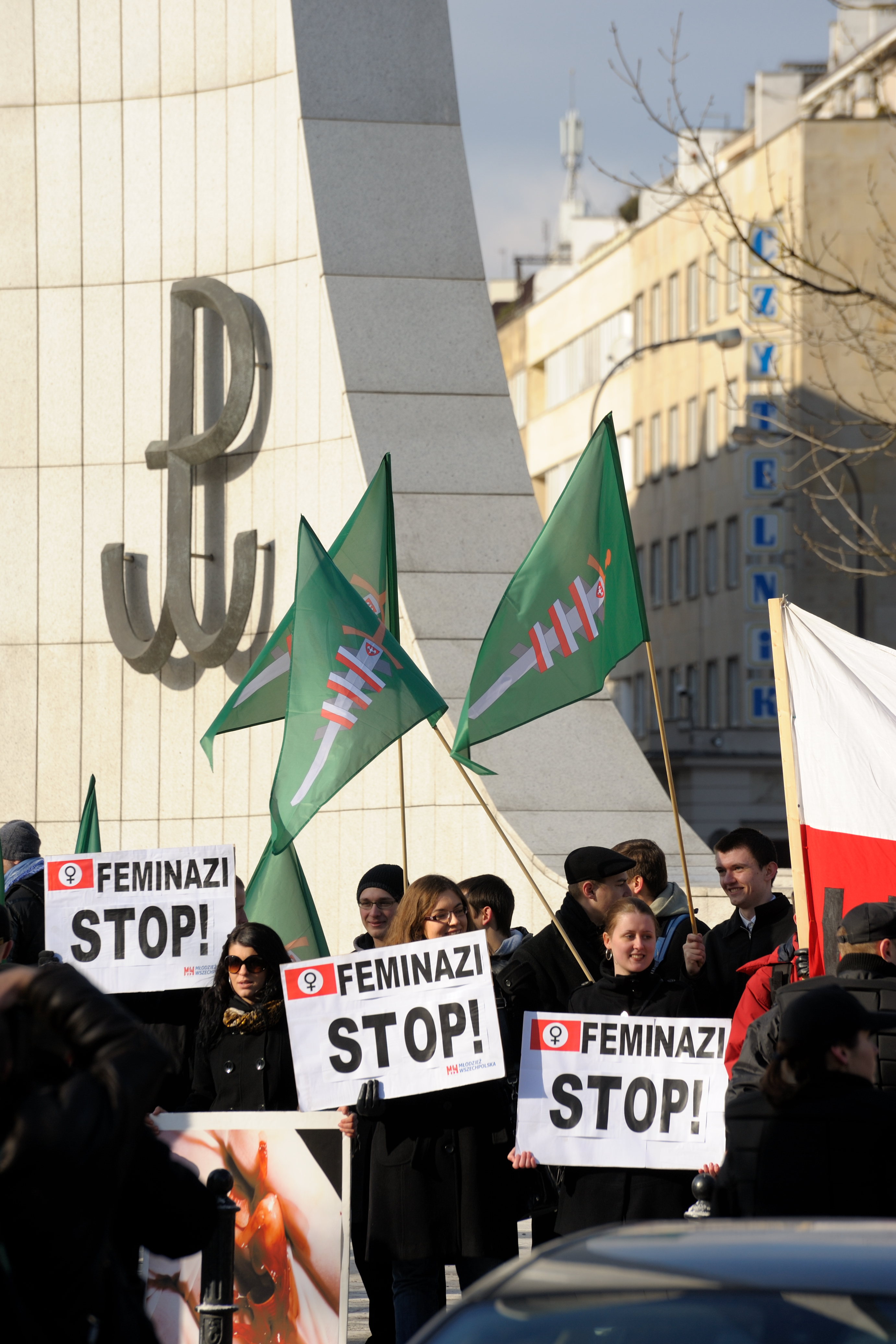
Протесты в Польше в 2010 году в Международный женский день

«Фемина́ци» (англ. Feminazi, от feminism «феминизм» + нем. Nazi «нацист») — пейоратив, используемый для описания феминисток, воспринимаемых как излишне радикальных, женщин, которые добиваются скорее превосходства над мужчинами, нежели равенства, или для описания всех феминисток вообще.
Самое раннее известное употребление этого слова датируется 1989 годом, и оно было популяризировано правоконсервативным радиоведущим ток-шоу Рашем Лимбо в ранних 1990-х. Это словослияние существительных феминистка и нацизм. Онлайн-версия английского словаря Merriam-Webster определяет термин «feminazi» как используемый в «обычно пренебрежительной» манере, для описания «экстремистских или воинственных феминисток».

## Этимология и использование
В своей книге 1992 года «Как всё должно быть» (англ. The Way Things Ought to Be), Лимбо приписывал авторство термина своему другу Тому Хазлету, профессору экономики в Калифорнийском университете в Дейвисе. В книге Лимбо также заявляет, что слово применимо к некоторым женщинам, чьей целью является разрешить столько абортов, сколько возможно. В одном месте он говорит, что в США существует меньше 25 «настоящих феминаци». Лимбо использовал этот термин по отношению к членам Национального Центра Женщин и Охраны (англ. National Center for Women and Policing), Фонда феминистского большинства, Национальной организации женщин и других организаций Марша за жизнь женщин, крупной прочойс-демонстрации.
В 2004 году Лимбо назвал «знаменитыми феминаци» феминистских активисток Глорию Стайнем, Сьюзан Сарандон, Кристин Лахти и Кэрмин Мангейм. В 2005 году Лимбо сказал:

«Я уже́ несколько лет не использовал этот термин в программе. Но он всё ещё их задевает, не правда ли? А знаете, почему? Потому что он верный. Потому что он точный.»
Оригинальный текст (англ.)«I haven't used that term on this program in years. But it still gets to 'em, doesn't it? And you know why? Because it's right. Because it's accurate.»— The Rush Limbaugh Show. 22 июня 2005 года
 На момент октября 2015 года Лимбо всё ещё регулярно использовал это слово в своём шоу.

## Критика
В интервью 1996 года Глория Стайнем критиковала Лимбо за использование слова феминаци. Согласно Стайнем, «Гитлер пришёл к власти против сильного феминистского движения в Германии, запретил клиники планирования семьи и объявил аборты преступлением против государства — все эти взгляды схожи с Лимбо». В своей книге «Возмутительные действия и ежедневные бунты» (англ. Outrageous Acts and Everyday Rebellions) Стайнем охарактеризовала термин как «жестокий и не историчный» и писала о репрессиях феминисток при Гитлере, упоминая, что многие знаменитые германские феминистки вроде Хелене Штёкер, Труде Вайс-Росмарин и Клары Цеткин были вынуждены бежать из нацистской Германии, в то время как другие были убиты в концентрационных лагерях.
В своей книге «Самый опасный мужчина Америки: Атака Раша Лимбо на здравый смысл» (англ. The Most Dangerous Man in America: Rush Limbaugh's Assault on Reason) Джон К. Уилсон цитирует лимбово определение термина в значении «радикальные феминистки, чьей целью является проведение стольких абортов, сколько возможно» и говорит, что «по этому определению в мире буквально нет феминаци».
В 2016 году, в ответ на использование этого слова применительно к ней, бруклинская певица Рени Гауст (англ. Renee Goust) выпустила песню «La Cumbia Feminazi» как «ответ на угнетение, от которого мы, женщины, страдаем слишком часто, когда мы пытаемся защитить свои права». Гауст утверждает, что её ущемляют за её взгляды на многих социальных платформах, таких как YouTube. В своей песне она поёт о «виртуальном инкогнито, который пытается обидеть [её]», называя её феминаци просто потому, что она женщина, которая «храбра» и «не так уж и слаба».